# همانگونه که شب فرا می‌رسد
همانگونه که شب فرا می‌رسد (انگلیسی: As Night Comes) یک فیلم است که در سال ۲۰۱۴ منتشر شد.